# Hestebjerg (Slesvig)
Hestebjerg (dansk) eller Hesterberg (tysk) er et højdedrag og en bydel i Slesvig by i det nordlige Tyskland, beliggende øst for Gottorp Slot og nordvest for Slesvig midtby. Stedets strategiske beliggenhed mellem borg og by og tæt ved Hærvejen kom blandt andet til udtryk ved slaget i 1325 (Slaget paa Hestebjerget), hvor den holstenske grev Gerhard vandt over danskerne og især ved slaget i 1329, hvor grev Gerhard slog oprørske jyder, der ud fra Hestebjerget belejrede Gottorp . Jyderne kæmpede dengang mod nordtyske fyrster, som mod lån til kongen havde fået overladt store dele af det danske land som pant.
Mellem 1500- og 1700-tallet var der på Hestebjerg en central landbrugsgård med stalde og lader. I 1800-tallet blev bakkedraget i store træk bebygget med villaer i varierende stilarter. Efter den dansk-tyske krig blev der i 1871/72 bygget psykiatriske behandlingsinstitutioner. Fra 1875 kom militæriske magasinbygninger til, som senere blev hjemsted for byens folkemindemuseum.
Lokalitetens navn relaterer til brug som græsningsareal for heste og andre store dyr. Et sønderjysk/sydslesvigsk folkesagn forklarer navnet ved at dronning Margrete 1. her narrede fjenden ved hjælp af sine heste .